# Banksia subulata
Banksia subulata är en tvåhjärtbladig växtart som först beskrevs av Charles Austin Gardner, och fick sitt nu gällande namn av A.R.Mast & K.R.Thiele. Banksia subulata ingår i släktet Banksia och familjen Proteaceae. Inga underarter finns listade i Catalogue of Life.